# Problema de la inducción

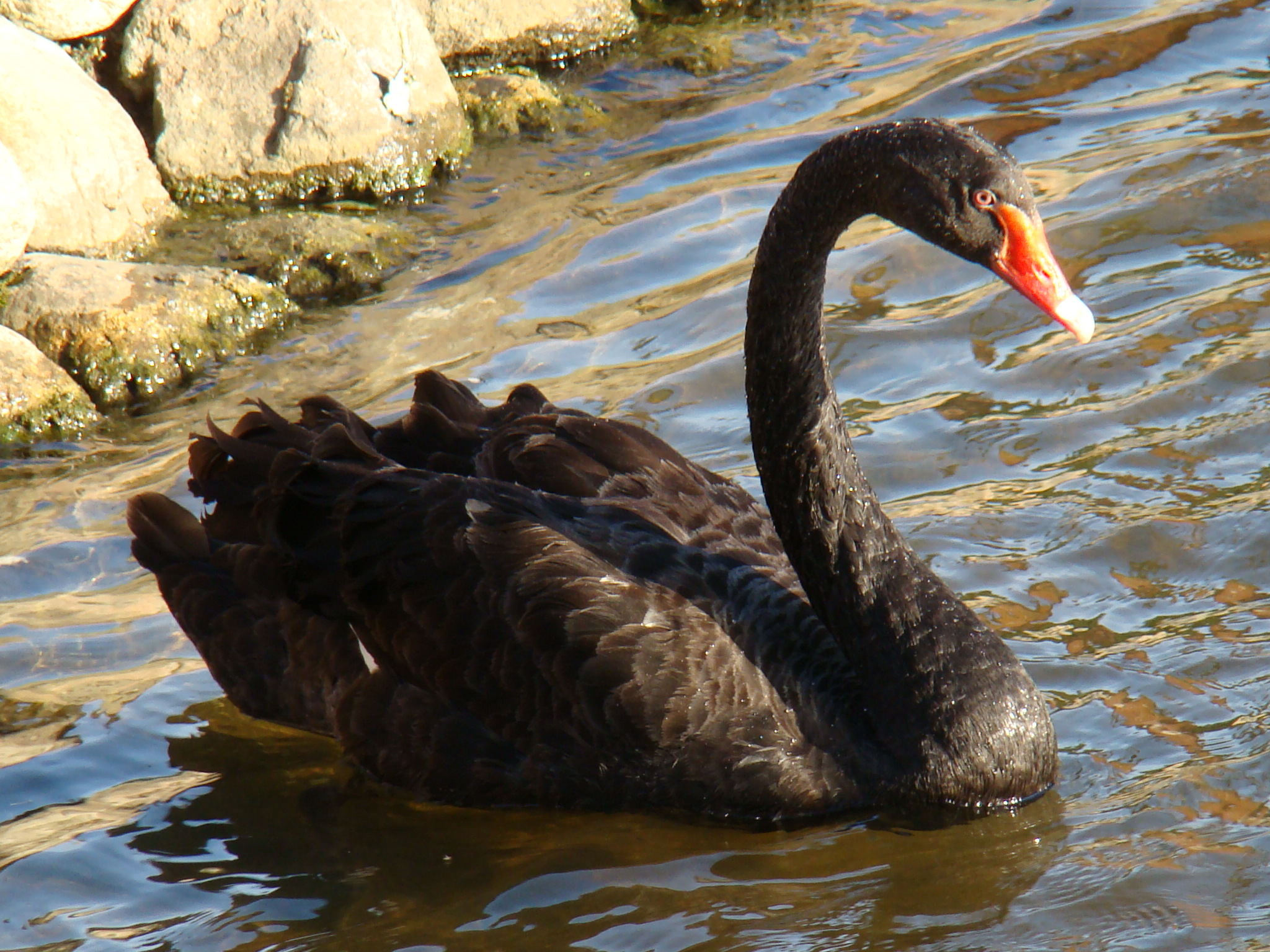
El hallazgo por Willem de Vlamingh de cisnes negros en Australia, en 1697, obligó a corregir la vieja creencia inductiva de que todos los cisnes eran blancos. Lo mismo podría ocurrir en el futuro con otras generalizaciones científicas.

El problema de la inducción radica en si un resultado obtenido mediante inducción está justificado epistemológicamente, es decir, si la inducción produce conocimiento.
A partir de la definición de Platón del conocimiento como «creencia verdadera y justificada», disponer de una justificación adecuada para la inducción es requisito indispensable para que tales «creencias» constituyan conocimiento válido o legítimo.
La RAE define «inducir» en su acepción filosófica como «extraer, a partir de determinadas observaciones o experiencias particulares, el principio general que en ellas está implícito». Esas «extracciones» son de dos tipos:
- Generalizaciones acerca de las propiedades de «clases de objetos», efectuadas a partir de una cierta cantidad de observaciones de casos individuales. Por ejemplo: la inferencia que las esmeraldas son verdes a partir de la observación de algunas (quizás muchas) esmeraldas individuales.
- Presunción de que eventos en el futuro continuarán presentando la misma forma o que las mismas causas ocasionarán los mismos efectos observados en el pasado (ver causalidad). Lo que implica, por ejemplo, la creencia en que las leyes científicas serán válidas en el futuro. John Stuart Mill llamó a esta asunción el principio de la uniformidad de la naturaleza.[4]

Dado que ambas son utilizadas, ya sea explícita o implícitamente, en forma generalizada para proponer hipótesis —ya sea formales o no— a partir de observaciones empíricas, su cuestionamiento pone en duda una gran parte, si es que no la totalidad, del conocimiento humano. El problema adquiere especial relevancia en el ámbito científico, dado que generalmente se pensaba que las asunciones necesarias para formular leyes científicas requieren tanto generalizaciones como expectativas de que eventos en el futuro continuarán exhibiendo los mismos comportamientos que en el pasado. Esto se expresa generalmente como el principio de simetría o principio de invariancia (véase también principio de Curie y teorema de Noether).
Consecuentemente Alfred North Whitehead describió la inducción como «el rompecabezas (the despair) de la filosofía» y el filósofo C. D. Broad sugirió: «La inducción es la gloria de la ciencia, y el escándalo de la filosofía».
Según el sentido de la teoría de la justificación la ciencia ha de consistir en proposiciones probadas. El experimento no es una verificación de la teoría que lo sustenta, como mostró Karl Popper desnudando el problema de la inducción. Por otro lado, las inferencias lógicas transmiten la verdad, pero no sirven para descubrir nuevas verdades. Las teorías generales no son directamente contrastables con la experiencia, sino solamente mediante casos particulares, con soluciones específicas mediante teorías específicas, como modelos teoréticos. Cuanto mayor sea la lógica que detente una teoría, menor será la contrastabilidad empírica. Esto quiere decir que teorías tan generales como la teoría de la información, mecánica clásica o mecánica cuántica solo pueden ser contrastadas respecto a modelos teóricos específicos en el marco de dichas teorías, teniendo en cuenta que no siempre es posible saber qué es lo que hay que corregir en el modelo cuando el contraste empírico fracasa o, si por el contrario, es la propia teoría general la que contiene el error, teniendo muy presente la dificultad de poder asegurar que el valor de los datos manejados y obtenidos sean los correctos. Por ello la filosofía de la ciencia adquiere un carácter de investigación científica muy importante.

## Planteamiento del problema
El problema de la inducción fue introducido por David Hume. Hume postuló que todo el razonamiento humano pertenece a dos clases o ámbitos.
- Relaciones de ideas
- Cuestiones de hecho

Mientras que las primeras involucran conceptos abstractos como la lógica o las matemáticas y están gobernadas por las certezas de la implicación lógica de la deducción, los segundos derivan de la experiencia empírica donde todos los razonamientos son inductivos. Dado que las inducciones son acerca de hechos, es decir, acerca de contingencias, carecen, por principio, de certidumbre lógica, es decir, son inciertas (Hume va tan lejos como a sugerir que no hay necesidad lógica alguna que sea correcto que el Sol saldrá mañana).
Hume avanza entonces a preguntar cuán seguros podemos estar de que, cualquiera que sea el número de observaciones individuales que se han realizado, la próxima se conformará a las expectaciones.
Considérese el siguiente ejemplo. En la Europa antigua la frase cisne negro se consideraba como denotando una imposibilidad. El origen de la idea es obvio. Todos los cisnes conocidos en Europa con anterioridad a la expansión colonial europea eran blancos. Consecuentemente parecía perfectamente justificado inferir, a partir de todas esas numerosas observaciones, que «todos los cisnes son blancos» o que «ningún cisne es negro».
El explorador holandés Willem Hesselsz de Vlamingh fue el primer europeo en ver, en 1697, un cisne negro, demostrando el error de la suposición.
Hume observa que: «Ningún número de observaciones de cisnes blancos nos permite inferir que todos los cisnes son blancos, pero la observación de un único cisne negro basta para refutar dicha conclusión».
En lo referente al asunto de la causalidad, Hume sugiere que la creencia que los sucesos siempre se darán de la misma manera se debe a que nos hemos acostumbrado por experiencia. No hay ninguna razón por la cual deba aceptarse lógicamente, dice Hume, la necesidad del efecto por la causa. Ello solo es psicológico, una costumbre.
A partir de lo anterior se generó lo que llegó a ser conocido como «el problema del cisne negro»: dada una generalización o presunción sobre cualesquiera eventos futuros, ¿cómo podemos saber que no se encontrarán «cisnes negros», es decir, sucesos aparentemente imposibles o improbables que demuestran erróneas nuestras proposiciones o hipótesis?. (ver Teoría del cisne negro).
En última instancia, el problema se debe a que, para formular conocimiento acerca de la realidad, no es posible evitar el uso de la inducción: «Si bien es indudable que el método inductivo no puede ser utilizado como herramienta probatoria o de justificación, el mismo no puede ser descartado como un útil generador de hipótesis y conjeturas. El arte de construir una hipótesis es uno de los aspectos fundamentales del método científico y, por lo tanto, de la actividad productora de la ciencia. En conclusión, el método inductivo no existe para el contexto de la justificación, pero sí para el del descubrimiento. En este último el proponer buenas hipótesis puede ser no solamente útil, sino la estrategia esencial para obtener conocimiento. Hay que admitir que si un científico dispone de un número lo «suficientemente grande» de datos favorables a una generalización, sin que se haya presentado hasta el momento ninguno desfavorable, es razonable que proponga la hipótesis que afirma la generalización obtenida a partir de los casos particulares.»
Parecería entonces necesario o conveniente ya sea establecer una base firme para ella o, alternativamente, los límites de su validez.

## Intentos de solución

### Tentativas clásicas
A partir de lo anterior algunos, incluyendo Hume mismo, buscaron establecer normas o reglas de inferencias que permitieran utilizar válidamente la inducción. Entre esos se destacó John Stuart Mill.
En las palabras de Mill:

“Para una mejor comprensión del problema que debe resolver el lógico si quiere establecer una teoría científica de la inducción, vamos a comparar algunos casos de inducciones erróneas con otros que son reconocidos como legítimos. Algunas , que se creyeron por siglos correctas, eran sin embargo, incorrectas. Que todos los cisnes son blancos, no puede haber sido una buena inducción, ya que la conclusión ha resultado errónea. La experiencia, sin embargo, en la que la conclusión se apoyaba, era auténtica. Desde los primeros anales, el testimonio de los habitantes del mundo conocido era unánime sobre este punto. La experiencia uniforme, por lo tanto, de los habitantes del mundo conocido, el acuerdo en un resultado común, sin un simple caso conocido de desviación con respecto a ese resultado, no siempre es suficiente para establecer una conclusión general.”

y también:

“¿Por qué es un solo ejemplo, en algunos casos, suficiente para una inducción completa, mientras que en otros, miríadas de casos afirmativos, sin una sola excepción conocida o supuesta contribuyen muy poco hacia el establecimiento de una proposición universal? Quien pueda responder a esta pregunta sabe más de la filosofía de la lógica que el más sabio de los antiguos, y ha resuelto el problema de la inducción." (op. cit, final).

La solución que Mill propone es pasar de lo general a lo particular, evitando generalizaciones (por lo menos, las prematuras) pero asumiendo y subsumiendo la relación causal como principio general; unificante, de la realidad, a fin de establecer relaciones de causas específicas.
Por ejemplo: he visto ese cisne y era blanco. He visto ese otro cisne y era blanco. Y otro más, y aún otro... etc. Espero que el próximo cisne que vea será blanco. Lo mismo pero explicitando el principio de uniformidad: he visto ese cisne y era (por cualquier motivo) blanco. Ese otro cisne era (por cualquier motivo, pero presumiblemente el mismo) blanco.... Espero que el próximo cisne será (por cualquiera que sea ese motivo) blanco. Lo mismo después de estudios: los cisnes europeos son, debido a causas genéticas, blancos. Si interfieren otros factores (causas contrarias (ver Inducción de Herschel: búsqueda de causas) etc), el efecto podría ser diferente.
Sería posible entonces dilucidar cuales son las situaciones que permiten establecer suficientemente, a partir de un solo caso, una inducción correcta: si por examen de casos similares se ha establecido la causa del fenómeno (por ejemplo: el establecimiento de que el color del plumaje de los cisnes depende de causas genéticas) bastaría un solo ejemplo de un cisne azul para poder generalizar que, dada ciertas circunstancias (que produzcan una variabilidad genética dada), los cisnes tienen plumaje azul. Si generalizamos lo anterior a decir que las características morfológicas de los animales en general (incluyendo aves) se deben a razones genéticas, bastaría un solo ejemplar de algún orden (biología) o especie —hasta entonces desconocida— para poder postular la existencia de esa especie. Y con algunas observaciones, se puede afirmar tal existencia. (ver, por ejemplo: Homo floresiensis).
Estas tentativas, pese a los avances metodológicos que lograron, fueron generalmente consideradas infructuosas en relación con resolver el problema de la inducción. Tanto el principio de uniformidad como el paso de lo general a lo individual asumen la validez de la inducción. En las palabras de John D. Norton:

«De la mano con el éxito ha venido un fracaso. Mientras el alcance de la generalización inductiva sea limitada, es fácil ver cómo se da la generalización natural de algún caso. Como resultado, las primeras formas de generalización inductiva podían ofrecerse al mismo tiempo como métodos de descubrimiento. Con la extensión del alcance, sin embargo, ya no es claro cuál es la generalización natural de algún elemento de demostración, por lo que la tradición de la generalización inductiva ha perdido su conexión con los métodos de descubrimiento. La transición se produjo con el paso de los métodos de Mill al criterio de satisfacción de Hempel.»
John D. Norton

 (Se puede resumir el «criterio de satisfacción» diciendo que una hipótesis solo se puede considerar «confirmada» si una observación la satisface con todos sus componentes. Esto, en la actualidad, se considera no factible (ver más abajo).

### Inducción probabilística: criterio de creencia racional y disolución del problema
Esa percepción dio origen a una reexaminación y profundización —por parte de Hans Reichenbach— de una propuesta originalmente avanzada por John Herschel que busca resolver el problema de la inducción argumentando que para cada nuevo «hecho científico», incluyendo hipótesis, hay dos aspectos distintos: el descubrimiento y su verificación. Herschel notó que el método para formular una hipótesis no tiene nada que ver con su mayor o menor aceptación: una propuesta derivada de una intuición momentánea o incluso accidental puede tener, si sus predicciónes se cumplen en la realidad, el mismo valor que una propuesta a partir de observaciones cuidadosas, sistemáticas. El proceso científico tiene dos momentos diferentes: una es el contexto del descubrimiento, y la otra el contexto de la validación o justificación.
Reichenbach propone formalmente una diferencia entre esos «contextos», sugiriendo que el problema de la inducción se resolvería no tratando de argumentar que hay un método tal que transforme necesaria e indudablemente en verdad las inferencias inductivas, sino que a través de comprobar (testear) la correspondencia o no de esas inferencias con la realidad. No importa el como se llegue a la propuesta «los cisnes son blancos» (ya por medio de numerosas observaciones o una intuición, etc) la verdad o no de la proposición se comprueba en la realidad: los cisnes que se observen serán, o no, blancos.
Dado que, en la realidad no es generalmente posible observar la totalidad de los fenómenos en cuestión, Reichenbach sugiere la justificación se efectúa por medio de argumentos de tipo estadístico: «Podemos reformular el método inductivo en términos estadístico – probabilística. Esto significaría lo siguiente: suponer que como consecuencia del «salto inductivo» hacia la generalización, a esta no se la dará por verificada, sino que se la afirmará con carácter probabilístico. Podríamos sostener así que este método genera una justificación atenuada para el contexto de justificación: se verifica la asignación probable de un determinado enunciado.». Desde este punto de vista, una generalización no es concebida como indudablemente correcta, sino más bien como probablemente correcta.
Lo anterior llevó al auge de los enfoques de la inducción probabilística, que buscan proveer, en las palabras de Keynes, una base firme para una creencia racional o un grado de confianza estadística.
Puesto de otra manera: dada la falla en demostrar que las inferencias inductivas pueden ser indudablemente justificadas «Un modo de atenuar la postura del inductivismo ingenuo consiste en recurrir a la probabilidad: ya no se afirma que las generalizaciones a las que se han arribado mediante la inducción sean perfectamente verdaderas, sino probablemente verdaderas...».
Sin embargo, en esas fechas comenzó a difundirse la tesis del holismo epistemológico —introducida inicialmente (1906) por Pierre Duhem— que, básicamente, sugiere que un experimento (o el resultado del mismo) no es simplemente una observación, sino más bien una interpretación de la observación mediante un entramado teórico (que incluye no solo las teorías, pero un sistema de asunciones, métodos, etc). Sigue que, no importa como se diseñe un experimento, es imposible someter una hipótesis a prueba experimental por sí misma o aislada de ese sistema teórico. Esta posición fue posteriormente (1951) extendida por Willard Van Orman Quine, lo que llevó a la famosa tesis de Duhem-Quine que sugiere que incluso lo que se considera hechos sometibles a observación depende de ese telón teórico.

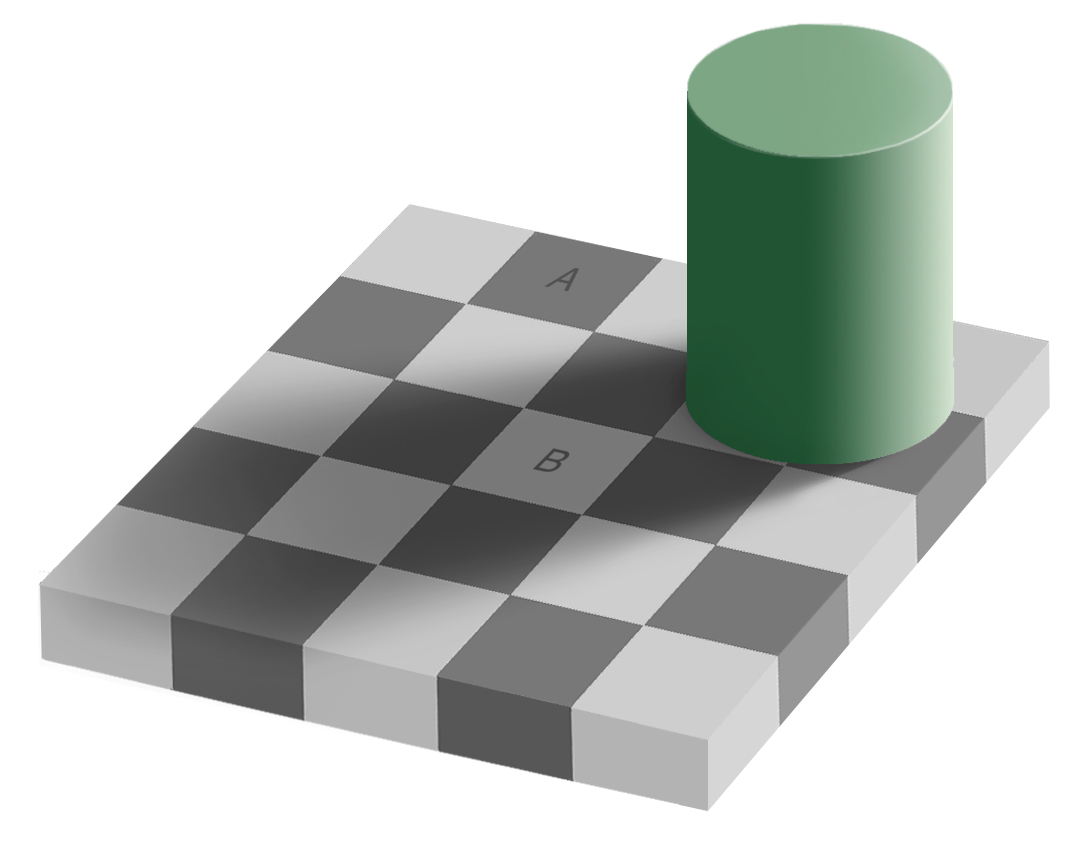
Ilusión óptica como metáfora de la Tesis de Duhem-Quine: Los cuadrados A y B son del mismo color. Como explicarlo sin referencia al contexto?

En las palabras de Rom Harré: «No solo el cambio de una teoría resulta en cambios en (la percepción de lo que se considera) los hechos pero incluso en el campo de una sola teoría hay problemas acerca de que (se considera) son los hechos». Clarificando: «la observación presupone un marco teórico para poder ser posible. Por lo tanto, nunca se comienza por la observación, sino se empieza por la teoría.».
Contra ese telón de fondo se iniciaron tentativas de rescatar el inductivismo probabilístico, tentativas que culminaron en el proyecto de Rudolf Carnap para desarrollar una «lógica inductiva» o «lógica probabilística». Carnap postula reglas (fórmulas, en realidad) que generarían en forma indudable «inferencias lógicas probabilisticas»: «En esta situación se encontraría la lógica inductiva de Carnap, una teoría según la cual la esencia del razonamiento inductivo consiste en la determinación de valores de probabilidad de las hipótesis científicas en razón de los datos de experiencia. Para Rudolf Carnap (1891-1970), en efecto, la tarea de la lógica inductiva no consiste en el descubrimiento de leyes generales, sino en la determinación del grado de confirmación o probabilidad lógica de una hipótesis dada sobre la base de la experiencia disponible. La función de la lógica inductiva comienza para Carnap sólo cuando se dispone de una hipótesis explicativa de determinados fenómenos, cuya probabilidad a posteriori se trata de averiguar.».
Un aspecto importante en ese proyecto es el énfasis en cuestiones lingüísticas, envolviendo el desarrollo de lo que ha sido llamado «un modelo de lengua perfecta, sujeta a las reglas de lógica formal» y «construir, pieza por pieza, un lenguaje científico completo, perfecto, en el cual se pueden enunciar todas las proposiciones científicas.» (Lakatos, op. cit). Carnap sugiere una diferencia entre el «lenguaje común» (incluyendo el técnico, que llama «lenguaje de observación») y un «lenguaje teórico», sujeto a las reglas de la lógica formal. La tentativa consiste en formular «reglas de correspondencia» tales que permitan relacionar unívocamente ambos, eliminando así todo lo sin sentido, lo derivado de concepciones metafísicas o lo carente de relación directa con la realidad empírica. (véase también Lenguaje formal).
Las dificultades envueltas en el proyecto son numerosas y bastante difíciles de explicar. Al nivel más simple y obvio, esa lógica, basada en evidencia estadística, no puede proveer certeza pero esto a su vez lleva a problemas en el momento de asignar, con certidumbre, valores de confianza probabilisticos a enunciados que, siendo formalmente similares (o posean una sintaxis similar), se refieran a momentos cognoscitivos diferentes (es decir, se asume un «valor semántico» similar o determinable a priori).
Puesto de otra manera: el proyecto asume que la coherencia lógica puede ser utilizada como criterio para establecer, con certidumbre, un nivel racional de aceptación de una propuesta. En las palabras de Karl Popper:

Resumiendo, mi tesis equivale a esto. Los repetidos intentos realizados por Rudolf Carnap para mostrar que la  demarcación entre ciencia y metafísica coincide con la establecida por la razón y el sin sentido han fracasado. La razón es que el concepto  positivista de «significado» o «sentido» (o de verificabilidad, o de confirmabilidad inductiva, etc) es inapropiado para la obtención de esta demarcación - simplemente porque la metafísica no tiene por qué carecer de sentido a pesar de que no es ciencia. En todas sus variaciones la demarcación por falta de sentido ha tendido a ser al mismo tiempo demasiado estrecha y demasiado amplia:  contra todas las intenciones y todas las proclamaciones, ha tendido a excluir teorías científicas como sin sentido, mientras no logra excluir incluso esa parte de la metafísica que es conocida como "teología racional"

Esos ataques no han tenido una respuesta considerada generalmente como satisfactoria. Consecuentemente se considera, generalmente, que el proyecto no ha, ni puede tener, éxito: no importa que, no solo cualquier inducción sino cualquier «principio de inducción» estará abierto a cuestionamiento:

Un principio de inducción sería una afirmación con la ayuda de la cual podríamos poner inferencias inductivas en una forma lógicamente aceptable. A los ojos de los defensores de la lógica inductiva, un principio de inducción es de suma importancia para el método científico:. "... Este principio", dice Reichenbach, "determina la verdad de las teorías científicas. Eliminarlo de la ciencia significaría nada menos deprivarla de la facultad de decidir la verdad o falsedad de sus teorías. Sin ella, sin duda, la ciencia ya no tiene el derecho de distinguir sus teorías de las creaciones fantásticas y arbitrarias de la mente del poeta. "
Ahora bien, este principio de inducción no puede ser una verdad puramente lógica como una tautología o un enunciado  analítico. En efecto, si hubiera tal cosa como un principio puramente lógico de la inducción, no habría problema de la inducción, porque en este caso, todas las inferencias inductivas tendría que considerarse como transformaciones puramente lógicas o tautológica, al igual que las inferencias de la lógica deductiva . Así, el principio de la inducción debe ser un enunciado sintético, es decir, un estado cuya negación no es contradictorio en sí mismo, pero es lógicamente posible. Así que la pregunta que surge es por qué tal principio debe aceptarse en absoluto, y cómo podemos justificar su aceptación por motivos racionales."

Aún más, y debido a la influencia de la obra de Popper, muchos consideran que, tal como fue planteado, este es un asunto que lleva a equívocos.

### Disolución
La «solución» popperiana del problema de la inducción es más bien su disolución: simplemente niega la capacidad, en la obtención de conocimiento acerca del mundo real, de cualquier posibilidad de demostrar certidumbre. Si aceptamos esto, eliminamos la necesidad (y relevancia) de resolver el problema de como demostrar tal certidumbre. Lo importante es, desde este punto de vista (que llegó a ser dominante en la filosofía de la ciencia) no el como demostrar que una hipótesis (cualquiera que sea la manera de su generación, y estrictamente considerada como simple conjetura) es verdadera, el problema es precisamente lo contrario: como demostrar que es falsa:

En este importante sentido, las generalizaciones empíricas resultan ser, aunque no verificables, falseables. Esto significa que las leyes científicas son contrastables a pesar de que no se pueden probar (verificar): pueden ser contrastadas mediante intentos sistemáticos de refutación" (pp. 29, 30).
"Lo importante que hay que destacar aquí es que la contribución de Popper a la "lógica del descubrimiento" fue el haber inventado, por así decirlo, la meta que, con respecto a sus teorías tiene todo científico: no se trata de buscar la comprobación o verificación de la misma, sino instancias, evidencia empírica que la refute, que la pruebe falsa"

Esto debido a que, en sus propias palabras:

No sabemos, solo podemos conjeturar. Y nuestras previsiones están guiadas por la fe en leyes, en regularidades que podemos descubrir, fe acientífica, metafísica (aunque biológicamente explicable). Como  Bacon, podemos describir la propia ciencia contemporánea nuestra -el método de razonar que hoy aplican ordinariamente los hombres a la Naturaleza-  diciendo que consiste en "anticipaciones precipitadas y prematuras", y en "prejuicios".
Karl Popper

De esa manera desaparece (o se transforman en ilusorias) no solo cualquier tentativa de demostrar u obtener absoluta certeza, sino incluso la inducción misma:

La inducción, es decir la inferencia basada sobre muchas observaciones, es un mito. No es un hecho psicológico, ni un hecho de la vida ordinaria, ni de procedimiento científico

Sin embargo esta sugerencia está abierta a la crítica que, en la práctica —y no solo la cotidiana sino incluso la académica— la inducción (llámese como se quiera llamar) es indispensable. No solo necesitamos predicciones y generalizaciones acerca de que podemos esperar a partir de un hecho o hipótesis (incluso si es solo para tratar de refutarla) sino que, incluso en la sugerencia popperiama, necesitamos la inferencia (esencialmente inductiva) que demostraciones de falsedad (o fallas de demostrar tal cosa) tienen aplicación más general que el mero momento en el cual suceden. Puesto de otra manera: mal podríamos sugerir que la Teoría de la relatividad es más general que la Teoría de la gravitación universal o que ambas representan un avance en relación con la teoría de que los cuerpos se mueven debido a la influencia del chamán que controla el «espíritu» que en ellos vive si en cada ocasión que debamos o necesitemos aplicar alguna de esas explicaciones no tengamos algún criterio que nos permita generalizar cual es más probablemente adecuada.
La situación se complica dado que, al nivel del asunto de otorgar grados de corroboración estadística a propuestas, y aun cuando Popper comenzó dudando que tal tentativa pudiera tener éxito, finalmente él mismo lo resolvió. De acuerdo a Imre Lakatos: «Sin embargo, su tercera nota, publicada en 1958, representa un cambio interesante. En esta nota Popper elaboró una medida para los grados de corroboración de teorías estadísticas, dada evidencia interpretada estadísticamente, una «métrica o lógica absoluta», basada en consideraciones puramente lógicas, que él consideró «completamente adecuada».
Lo anterior creó una situación confusa, que ha incluso llevado a algunos autores a considerar a Popper, quizás a pesar de sí mismo, un inductivista. (ver Lakatos, op. cit). En un esfuerzo para resolver el problema, Lakatos introduce una distinción entre lo que el llama «empirismo neoclásico» (de Carnap, etc) y «empirismo crítico», que atribuye a Popper pero que parece más bien representar la posición de Lakatos mismo.
Es importante notar, sin embargo, que Lakatos no es un inductivista en el sentido de creer que es posible establecer la «verdad» a través de una lógica inductiva. Para el la lógica inductiva es solo una lógica de descubrimiento:

"Hay entonces un esquema por el cual uno avanza del ingenuo "lanzar una idea" de Popper al método de las pruebas y refutaciones (no conjeturas y refutaciones) para después, dando otro paso, a los programas de investigación matemáticos. Este esquema refuta la proclama filosófica que la fuente heurística de esos programas de investigación es siempre alguna gran visión metafísica.  Un programa de investigación puede ser de humilde origen: puede comenzar en una generalización de bajo nivel. Mi estudio de caso rehabilita, en un cierto sentido, la heurística inductiva; frecuentemente es el estudio de hechos y la práctica de generalizaciones de bajo nivel que sirven de punto de partida de los programas. La matemática y la ciencia están inspiradas importantemente por hechos, generalizaciones factuales y después por este imaginativo análisis deductivo"

Todo lo anterior nos trae a la situación actual, que parece poder resumirse diciendo que el papel de la inducción es sugerir o asignar un grado de corroboración -con alguna fuerza y confianza pero nunca certeza absoluta- a una hipótesis dada. Por ejemplo, podemos decir que estudios y experimentos sugieren que la Teoría general de la relatividad es correcta, pero no podemos afirmar con certeza absoluta que tal teoría es correcta o ha sido demostrada. (ver, por ejemplo, «La influencia de las anomalías» en Falsacionismo sofisticado). Esto, por supuesto, da origen a diferentes problemas y desarrollos. Entre ellos:

## Reformulación: el nuevo problema de la inducción y la paradoja de Goodman

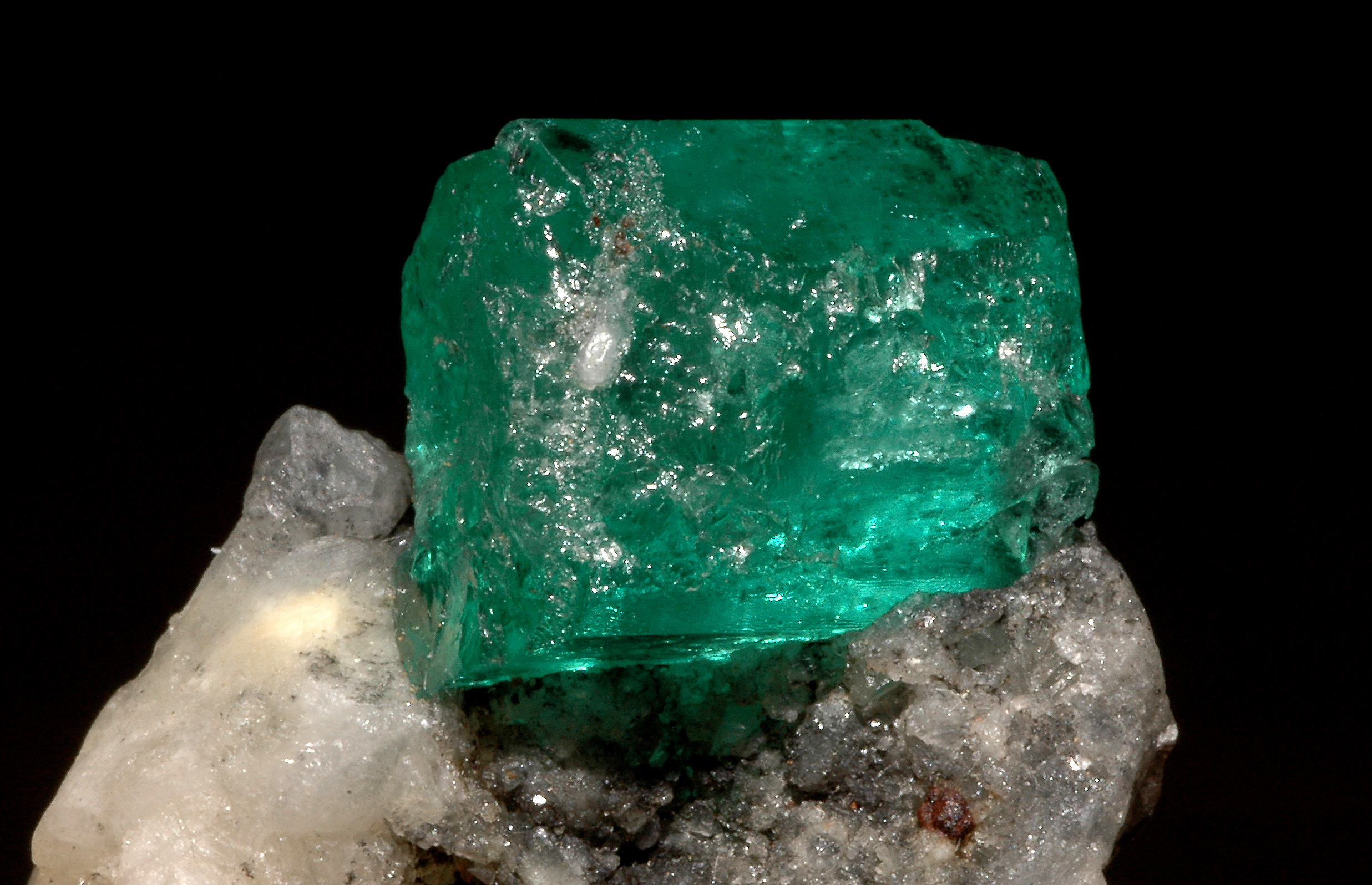
¿Es esta esmeralda verde, o verdul?.

Este se puede considerar el problema complementario al resaltado por la Tesis de Duhem-Quine. Así como ese muestra como una teoría define que son los hechos relevantes a la teoría, este nuevo problema apunta que cualquier hecho (más apropiadamente: cualquier observación) puede ser descrito utilizando una variedad indefinida de predicados. De tales predicados se pueden derivar, o dan origen a, un número igualmente indeterminado de hipótesis y así sucesivamente, muchas de las cuales son verificables en principio.
Pero, y obviamente, en la práctica tanto diaria como científica, solo algunas de ellas son consideradas. Esto plantea un problema que tiene dos aspectos: como podemos saber cuales de esos predicados/hipótesis son, en principio, confirmables y, segundo, porque elegimos los que elegimos?.
Contra ese telón de fondo Nelson Goodman propuso (en 1955) el llamado «nuevo problema de la inducción.». Goodman comienza notando que solo los predicados o hipótesis que son normables (representan una característica general sobre la cual se pueden sugerir reglas) son, en principio, demostrables. Las otras, características o predicados «accidentales» obviamente no pueden ser generalizadas. Por ejemplo, del hecho que sucede que todos los hombres que se encuentren en un momento dado en un lugar dado sean primos entre sí, no se puede inferir que «todos los hombres son primos». Así, el problema delineado se puede enunciar preguntando como sabemos, para sugerir una inducción, cuales de las categorías que usamos o podríamos usar son generalizables. En sus palabras: «No tenemos, en el momento, ni una respuesta ni alguna idea prometedora de como responder la pregunta 'qué distingue hipótesis legalizables o confirmables de las accidentales o no confirmables', y lo que podría haber parecido a primera vista una dificultad técnica menor se transforma en un obstáculo mayor para el desarrollo de una teoría satisfactoria de la confirmación. Ese es el problema que yo llamo el nuevo enigma de la inducción.»
O, en las palabras de Carl Gustav Hempel: Este problema es «el de enunciar claramente «que distingue a las hipótesis legales o confirmables de las accidentales o no confirmables». Goodman sugiere que solo en la medida en que pueda resolverse este problema podremos establecer una distinción entre inferencias inductivas válidas y no válidas, y, como solución, esboza su teoría de la proyección, que busca establecer una distinción entre hipótesis confirmables y no confirmables en términos del «refuerzo» de los predicados utilizados en su formulación.
En lo referente al segundo aspecto, Goodman sugiere (op. cit) es que los términos que usamos se usan porque están empotrados en la costumbre (constituyen una categoría léxica aceptada y estable), y, por lo tanto, se continúan usando («proyectando», en la terminología). En otras palabras, utilizamos predicados «legales» o «normables» (lawlike), es decir, que corresponden a nuestras reglas sintácticas (En las palabras de Goodman, el nuevo problema de la inducción es decidir: «si el predicado es «bien comportado» - es decir, si es el caso que hipótesis universales simples que se le aplican son normalizables».). Pero, Goodman nota, tal correspondencia no garantiza corrección semántica, no garantiza correspondencia a la realidad. Nuestras categorías semánticas entonces son simplemente una cuestión de costumbre: «No hay ninguna diferencia de principio entre los predicados que utilizamos y los que podríamos utilizar, sino más bien una diferencia pragmática en el hábito, o de «arraigo» de ciertos predicados y no otras.».
En relación con un aspecto implícito (qué constituye demostración) la propuesta de Goodman se basa, a grandes rasgos, en la aproximación de Carl Hempel, de acuerdo a quien las hipótesis empíricas se confirman cuando sus predicciones observables se corroboran y se desmienten cuando no. Esto nos da una regla formal para decidir y/o juzgar la evidencia, a diferencia del principio de uniformidad, que hace la suposición que el universo es «legal» (se comporta de acuerdo a «leyes naturales» descubribles). Esta sugerencia en general no es realmente novedosa. Lo que si lo es en la propuesta de Goodman es su sugerencia de cómo es que las reglas de la inducción llegan a justificarse:
«Pero ¿cómo se determina la validez de las normas?... Los principios de la inferencia deductiva se justifican por su conformidad con la práctica deductiva aceptada. Su validez depende de su conformidad con las inferencias deductivas particulares que hacemos y sancionamos en realidad. Si una regla produce inferencias inaceptables, la descartamos como no válida... El punto es que las reglas y las inferencias particulares por igual se justifican porque son llevadas a un acuerdo entre sí. Una regla es modificada si produce una inferencia que no estamos dispuestos a aceptar; una inferencia se rechaza si viola una regla que no estamos dispuestos a modificar. El proceso de justificación es la delicada tarea de realizar ajustes mutuos entre las normas y las deducciones aceptadas, y en el acuerdo alcanzado se encuentra la única justificación necesaria para cualquiera de ellas. Todo esto se aplica igualmente bien a la inducción. Una inferencia inductiva también se justifica por conformidad con normas generales, y la regla general por conformidad con las inferencias inductivas aceptadas. Las predicciones se justifican si se ajustan a los cánones vigentes de la inducción, y los cánones son válidos si codifican precisamente la práctica inductiva aceptada. Un resultado de este análisis es que podemos dejar de atormentarnos con ciertas cuestiones espurias sobre la inducción.». (énfasis de Goodman).
La sugerencia parece dar origen a una visión constructivista del mundo; sugiriendo, al mismo tiempo, una heurística parsimoniosa en la selección o uso de predicados. Lo anterior transforma profundamente la concepción del problema la inducción: «El problema de justificar la inducción ha sido desplazado por el problema de definir la confirmación, y nuestro trabajo al respecto nos ha dejado con el problema residual de distinguir entre hipótesis confirmables y hipótesis no confirmables. Uno puede decir, en general, que la pregunta original era «porqué una instancia positiva de una hipótesis nos da bases para predecir instancias futuras» y que la pregunta nueva es «qué es una instancia positiva de una hipótesis» y que la pregunta, crucial, que permanece es «cuales hipótesis son confirmables por instancias positivas».